# 萨帕尔穆拉特·尼亚佐夫
薩帕爾穆拉特·阿塔耶維奇·尼亞佐夫（發音：[θɑpɑmɯˈɾɑt ɑˈtɑjɛβɪtʃ nɯˈjɑðoβ]；1940年2月19日—2006年12月21日）是土庫曼斯坦政治人物與獨裁者，出生於阿哈尔州，土庫曼族出身。自1985年12月起成為土共中央第一書記（最高領導人），1991年蘇聯解体後，經過1992年6月的第二次總統選舉，成為土庫曼斯坦總統，1999年12月再經第5屆人民委員會、長老會議和民族復興運動聯席會議決定授予他終身總統之權利；任內一直實施威权統治和極端個人崇拜，並封鎖邊境、禁止體育活動、鑄造多個他本人的銅像等。他自封「土庫曼巴希」（意為「所有土庫曼人的領袖」），並將土庫曼一座城市以此更名。尼亞佐夫已婚，妻子穆扎·尼亚佐娃，並有儿子木拉提·尼亚佐夫，女儿伊琳娜·尼亚佐夫；2006年12月21日土庫曼斯坦總統事務管理局公佈他於当地时间（UTC+5）凌晨1點10分因心臟驟停逝世，享年66岁。其遺體葬於首都郊區的吉普恰克清真寺境內之陵寢。

## 早年
1940年2月19日，尼亞佐夫生於吉普恰克，位在土庫曼蘇維埃社會主義共和國阿什哈巴德郊區。帖克人部族出身。根據尼亞佐夫自己的描述，父親在第二次世界大戰中死於與納粹德國的戰鬥。而其他消息來源則認為他的父親是逃兵，因此被軍事法庭判決。1948年尼亞佐夫8歲時，他的家鄉阿什哈巴德市發生過一次芮氏規模9到10級的毀滅性大型地震，尼亞佐夫雖在這次地震中幸免于難，但卻從此成了孤兒。
1967年，尼亞佐夫從列寧格勒工學院畢業，成為一名動力工程師。3年后，意氣風發的尼亞佐夫步入政壇，開始從事黨務工作。自30歲從政后，尼亞佐夫平步青雲：1985年，尼亞佐夫出任土庫曼斯坦部長會議主席，同年底任土庫曼共產黨中央委員會第一書記、蘇聯共產黨中央政治局委員；1990年初，他當選為土庫曼斯坦最高蘇維埃主席，同年10月當選為土庫曼斯坦首任總統后，一直擔任國家元首至去世（在1999年12月28日被宣佈成為終身總統）。

## 外交政策
尼亞佐夫在外交事務中推行嚴格的中立不结盟政策，不尋求加入北約或古阿姆集團，幾乎不理會集體安全條約組織。土庫曼斯坦至今未參加任何联合國維和行動。但已成為國際刑警組織的成員國。
1995年12月12日聯合國大會決議“土庫曼斯坦的永久中立”確認了土庫曼斯坦的完全獨立。因此，2005年土庫曼斯坦從獨立國家聯合體成員國降級為聯繫國，因此它不會參加獨聯體的任何軍事結構。
2006年，歐盟委員會和歐洲議會國際貿易委員會投票贊成授予土庫曼斯坦“最惠國”與歐盟的貿易地位，普遍認為這是由於對天然氣的興趣，尼亞佐夫宣布他將進入「人權對話」。

## 对内镇压
2002年11月25日尼亞佐夫遭逢未遂暗殺事件過後，下令政府當局逮捕數千名涉嫌同謀者及其家屬。批評者聲稱尼亞佐夫政府為了打擊國內外的政治異議分子而執行了此一政策。
2004年夏天，阿什哈巴德舉行的示威活動呼籲推翻和審判尼亞佐夫。當局無法有效鎮壓示威活動，尼亞佐夫在國家電視台解僱內政部長和警察學院主任。他指責部長無能，並宣稱：“我不能說你有任何偉大的功勞，或者做了很多打擊犯罪的事情。”
尼亞佐夫後來宣布，將在土庫曼的所有主要街道和地點安裝監視器，這是用於防範示威、監控民眾的一項措施。

## 逝世与身后

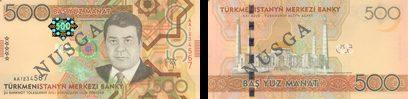
土庫曼馬納特上的尼亞佐夫肖像

2006年12月21日，土库曼斯坦国家电视台宣布尼亚佐夫总统突发心肌梗死身亡。土库曼斯坦驻俄罗斯大使馆随后证实了该消息。

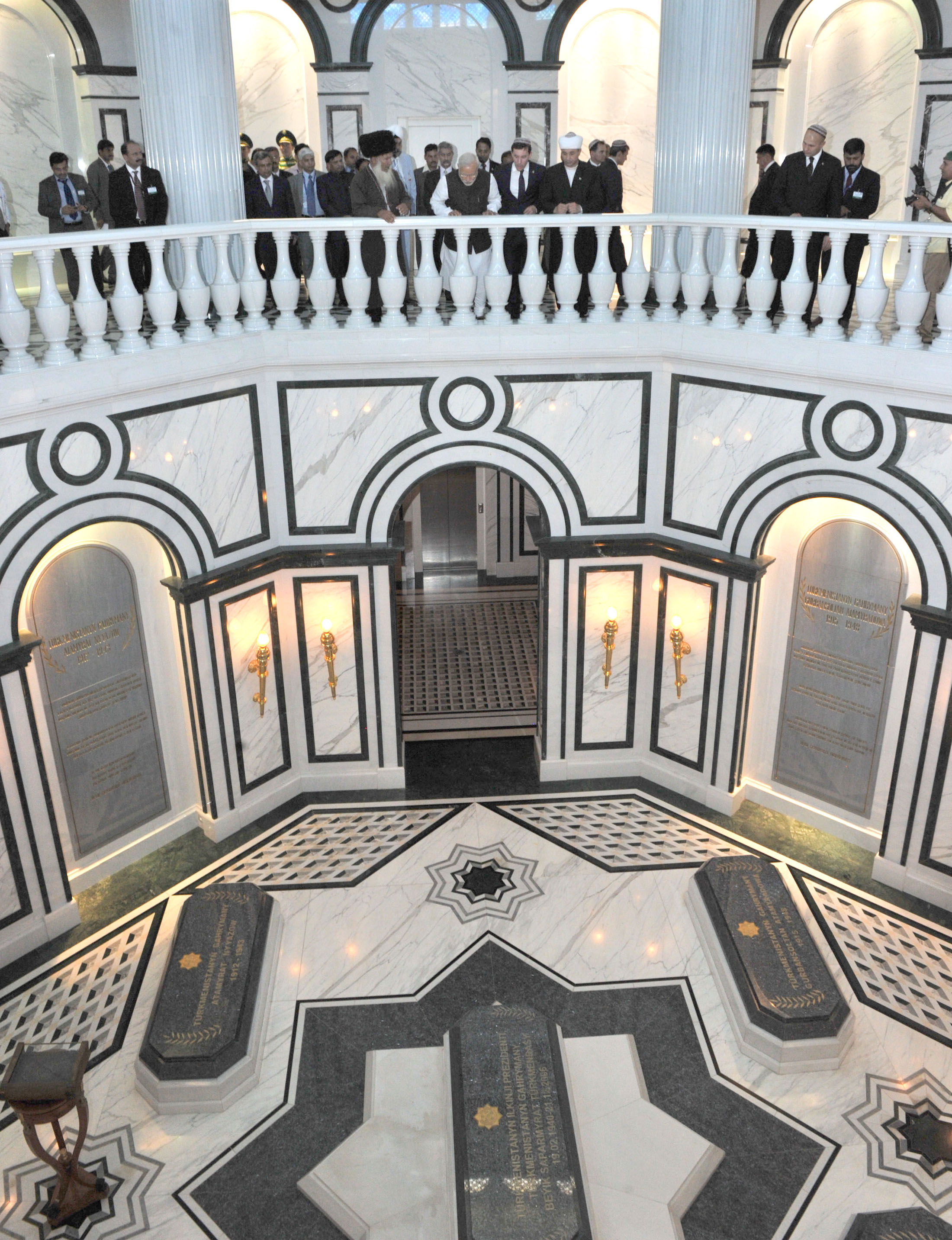
尼亞佐夫陵寢內的棺柩

根据土库曼斯坦宪法，议会议长奥韦兹格尔德·阿塔耶夫应接任总统职位。阿塔耶夫当天下午突然遭到逮捕，副总统库尔班古力·别尔德穆哈梅多夫随后在土库曼斯坦国家安全委员会紧急会议上当选代总统。别尔德穆哈梅多夫与土库曼斯坦人民委员会于26日宣布将在2007年2月11日举行2007年土库曼斯坦总统选举。
尼亚佐夫的身亡伴随着不少媒体的推测和猜想，一些土库曼反对派声称尼亚佐夫在21日之前就早已去世。